# مرجان قیطول
مرجان قیطول، روستایی از توابع بخش مرکزی شهرستان گیلانغرب در استان کرمانشاه ایران است.
ساکنان قدیمی این روستا از طایفه کهن خمان کلهر هستند، بزرگ این طایفه محمود خان یاوری شهاب السلطان خمان و فرزندان وی عزیز اله خان، علیجان، اکبرخان، علی خان، حسین خان یاوری و صحبت الله خان می‌توان اشاره کرد.
این روستا به همراه سه روستا در مجاورت آن با نام های مرجان گمار، مرجان بابامراد و مرجان علیرضاوندی به همراه اراضی مجاور آنها متعلق به محمود خان یاوری شهاب السلطان بوده است.

## جمعیت
این روستا در دهستان حومه قرار دارد و براساس سرشماری مرکز آمار ایران در سال ۱۳۸۵، جمعیت آن ۳۲۲ نفر (۶۰خانوار) بوده‌است.